# Roux

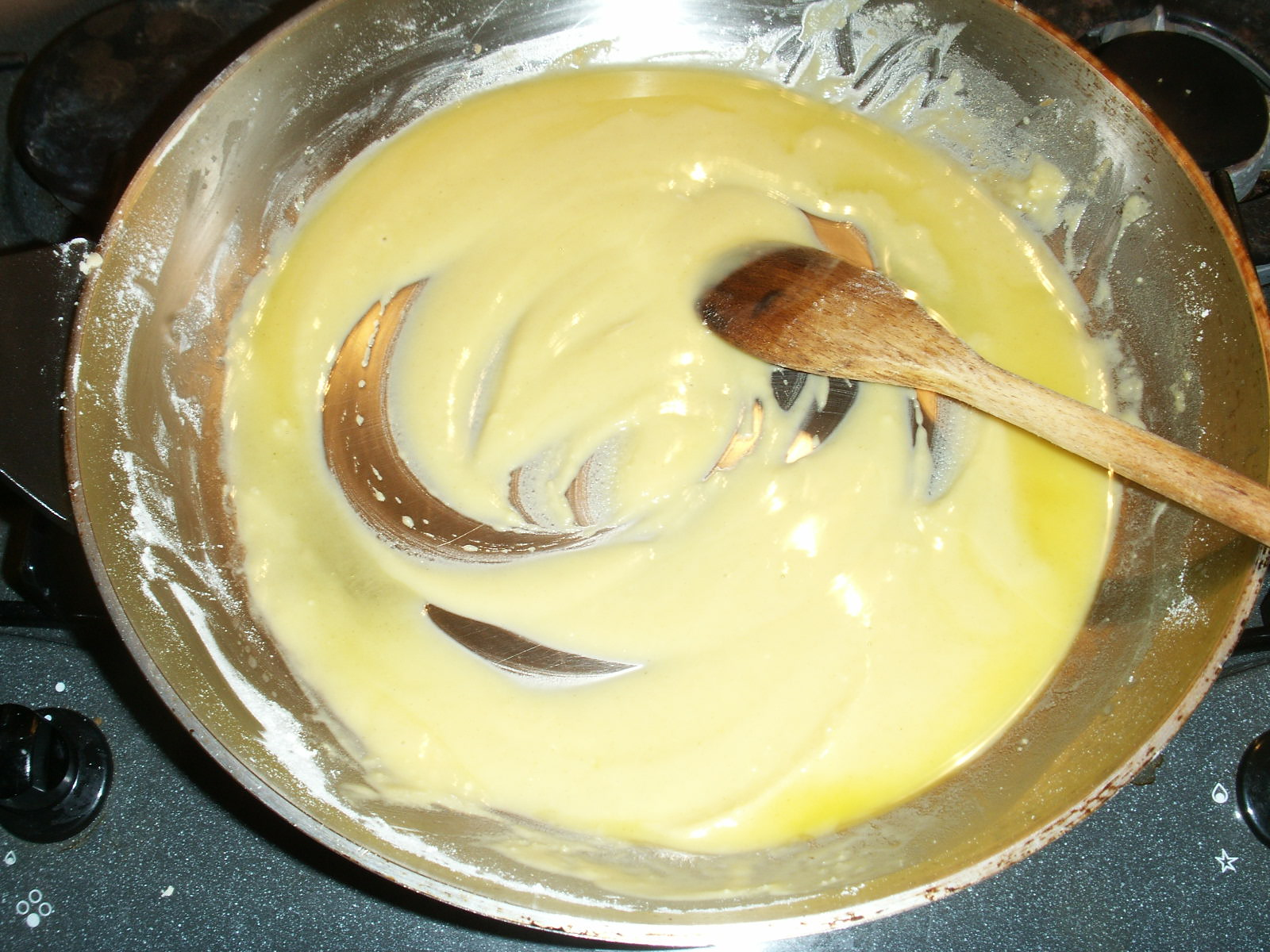
O roux é comumente usado para espessar molhos e sopas

Roux (do francês vermelho alaranjado ou ruivo) é uma preparação originária da culinária da França utilizada como espessante de molhos, sopas ou guisados; consiste em cozinhar farinha de trigo em manteiga derretida, até formar um creme espesso e homogéneo. Não confundir com beurre manié que consiste em misturar a frio partes iguais de farinha e manteiga; esta mistura pode depois ser adicionada a um líquido (leite, caldo, ou água) para conseguir um molho espesso.
A mistura pode também ser feita com outros ingredientes: no lugar da manteiga, pode-se usar óleo vegetal ou banha, e no lugar da farinha de trigo pode-se usar amido de milho.
Sendo a base de ligação dos grandes molhos da França, sua proporção na preparação é exatamente 500 g de manteiga derretida e 600 g de farinha de trigo. Depois que a manteiga estiver derretida, mexe-se sem parar com a farinha. Do tempo que ficará no fogo sairão as variações do "roux castanho", "amarelo" e "branco ou claro" (o roux branco cozinha muito pouco).
Outras variações que utilizam o roux são: molho espanhol (roux castanho + caldo escuro - tradicionalmente feito com ossos de vitela e jarrête), molho demi-glacé (um molho espanhol mais fraco – acrescentando o vinho da Madeira teremos o molho da Madeira), aveludado, etc.

## Tipos e usos
Para o preparo do roux, a gordura deve ser aquecida até ficar bem quente; acrescenta-se então a farinha em “chuva” e deixa-se cozinhar mexendo sempre. Conforme se deixar mais ou menos tempo em cozimento, o roux adquire colorações e sabores distintos, de acordo com o avanço da caramelização do amido, passando por uma cor creme para tons de castanho, cada vez mais escuros; quanto mais escuro o roux, menor é a sua capacidade espessante.
Os franceses distinguem três tipos principais de roux:
1. Roux blanc (roux claro), que é a base do molho béchamel, se se juntar leite, ou de velouté, juntando caldo;
2. Roux blond (“louro” ou médio) de cor castanho-clara, ainda com boa capacidade espessante e sabor pouco acentuado, próprio para sopas ou guisados de carne, ou para molhos como o brun sovs da culinária da Dinamarca; e
3. Roux brun (“moreno” ou escuro), usado em algumas receitas de gumbo (um guisado ou sopa típico dos cajun da Louisiana).[5]